# Premio FIL de Literatura en Lenguas Romances

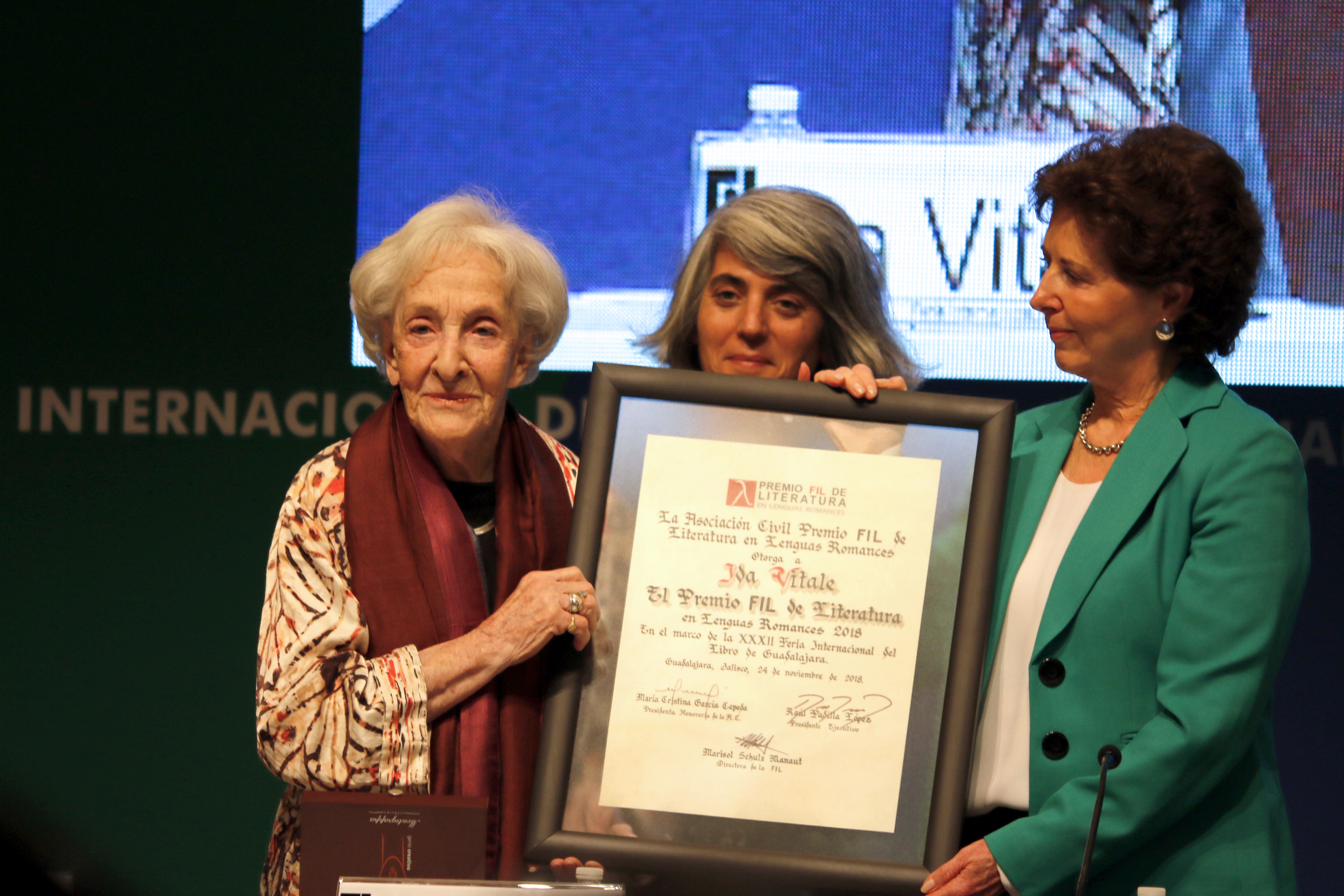
Ida Vitale (izquierda) recibiendo el premio en 2018.

El Premio FIL de Literatura en Lenguas Romances, creado en 1991 con el nombre de Premio de Literatura Latinoamericana y del Caribe Juan Rulfo, es otorgado a escritores de cualquier género de la literatura (poesía, novela, teatro, cuento o ensayo literario), que tengan como medio de expresión artística alguna de las lenguas romances: español, catalán, gallego, francés, occitano, italiano, rumano o portugués. Dotado de 150 mil dólares, se concede a un escritor como reconocimiento al conjunto de su obra y es entregado durante la inauguración de la Feria Internacional del Libro de Guadalajara.

## Trayectoria
El galardón es convocado cada año por la Asociación Civil Premio de Literatura Latinoamericana y del Caribe Juan Rulfo —formada por una serie de organismos y empresas entre los que destacan el Consejo Nacional para la Cultura y las Artes de México, la Universidad de Guadalajara, el Gobierno del Estado de Jalisco y el Fondo de Cultura Económica— y se otorga durante la realización de la Feria Internacional del Libro de Guadalajara (FIL).

### Cambio de nombre
Fundado por la Universidad de Guadalajara como Premio de Literatura Latinoamericana y del Caribe Juan Rulfo, fue entregado con esta denominación en sus quince primeras ediciones, pero luego tuvo que ser cambiado debido a que el nombre del escritor mexicano había sido inscrito en México como marca registrada y a que la familia de este interpuso una demanda para que lo retirara del galardón. Por ello, en  2006 y 2007 fue entregado como Premio FIL de Literatura.
A pesar de que el Instituto Mexicano de la Propiedad Industrial (IMPI) anuló finalmente, el 28 de mayo de 2007, la marca Juan Rulfo y rechazó la demanda de infracción en esta materia presentada por Juan Francisco Pérez Rulfo en contra de la citada Asociación Civil —y que, por lo tanto, se podía haber retornado al nombre original—, se decidió dar al galardón el nombre actual: Premio FIL de Literatura en Lenguas Romances, con el que se entrega a partir de su decimoctava edición de 2008. Además, ese año se ampliaron los idiomas en los que se puede competir y se aumentó la dotación de 100 000 a 150 000 dólares.

## Lista de ganadores
Premio de Literatura Latinoamericana y del Caribe Juan Rulfo:
- 1991:  Nicanor Parra
- 1992:  Juan José Arreola
- 1993:  Eliseo Diego
- 1994:  Julio Ramón Ribeyro
- 1995:  Nélida Piñón
- 1996:  Augusto Monterroso
- 1997:  Juan Marsé
- 1998:  Olga Orozco
- 1999:  Sergio Pitol
- 2000:  Juan Gelman
- 2001:  Juan García Ponce
- 2002:  Cintio Vitier
- 2003:  Rubem Fonseca
- 2004:  Juan Goytisolo
- 2005:  Tomás Segovia

Premio FIL de Literatura:
- 2006:  Carlos Monsiváis
- 2007:  Fernando del Paso

Premio FIL de Literatura en Lenguas Romances:
- 2008:  António Lobo Antunes
- 2009:  Rafael Cadenas
- 2010:  Margo Glantz
- 2011:  Fernando Vallejo
- 2012:  Alfredo Bryce Echenique
- 2013:  Yves Bonnefoy
- 2014:  Claudio Magris
- 2015:  Enrique Vila-Matas
- 2016:  Norman Manea
- 2017:  Emmanuel Carrère
- 2018:  Ida Vitale
- 2019:  David Huerta
- 2020:  Lídia Jorge
- 2021:  Diamela Eltit
- 2022:  Mircea Cartarescu
- 2023:  Coral Bracho
- 2024:  Mia Couto